# Walter Koennecke
Walter Koennecke (* 30. August 1887 in Braunschweig; † 15. Dezember 1951 in Bad Zwischenahn) war ein deutscher Mediziner.

## Leben
Walter Koennecke wurde nach der 1912 erfolgten medizinischen Promotion zum Thema Ueber die in den Jahren 1910 und 1911 in der chirurgischen Klinik zu Göttingen behandelten Perityphlitisfälle als Assistent an der Chirurgischen Klinik zu Göttingen tätig. Nach dem Erwerb von praktischer Erfahrung wirkte er zudem als Privatdozent an der Universität Göttingen. Nach Kriegsende wurde er zum Oberarzt der chirurgischen Klinik als Nachfolger von Prof. Fromme ernannt. Zu seinen Forschungsschwerpunkten zählten u. a. die experimentelle innervationsstörungen am Magen, Darm und Niere, über die er mehrfach publizierte. 1925 wechselte er als Arzt nach Oldenburg an das Evangelische Krankenhaus, wo er den Titel Professor führte. In Oldenburg war er in der NS-Zeit mitverantwortlich für die Durchführung von Rassenhygiene und Zwangssterilisationen.
In Oldenburg erwarb er 1925 eine Villa in der Rostenstraße (Raiffeisenstraße), die er 1950 verkaufte und die später als Cafè Hassenbürger bekannt wurde und heute Teil des Stadtmuseums ist.
Seit 1932 war er Walter Koennecke als Der Unermüdliche Mitglied der Oldenburgischen Literarischen Gesellschaft.

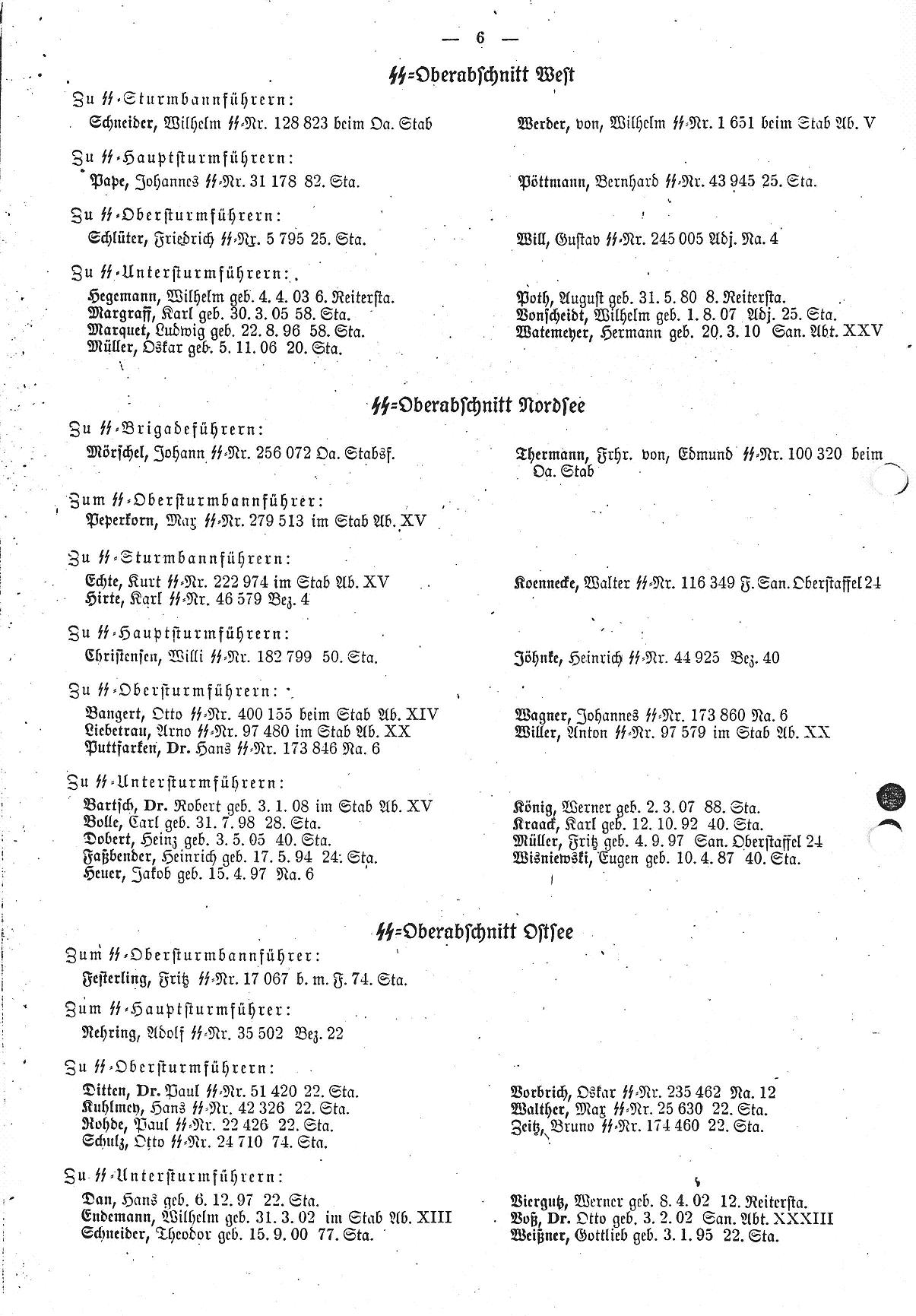
Beförderung zum SS-Sturmbannführer an Hitlers Geburtstag 1942 im SS-Verordnungsblatt

Zum 1. August 1935 trat er in die NSDAP ein (Mitgliedsnummer 3.730.675). Er schloss sich auch der SS an (SS-Nummer 116.349) und wurde am 20. April 1942 zum Sturmbannführer in der 24. Standarte „Ostfriesland“ befördert.